# On the Sunny Side of the Street

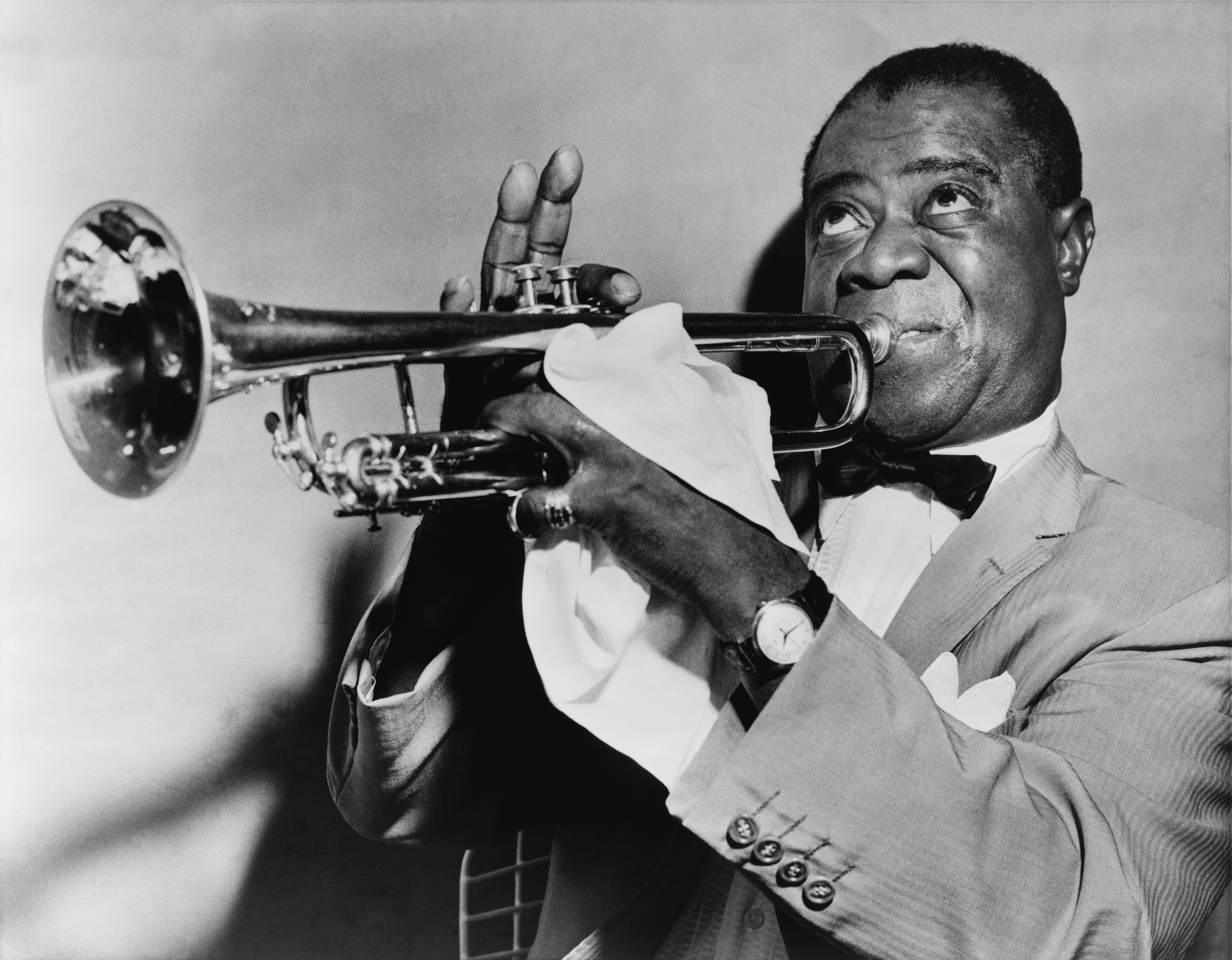
Louis Armstrong.

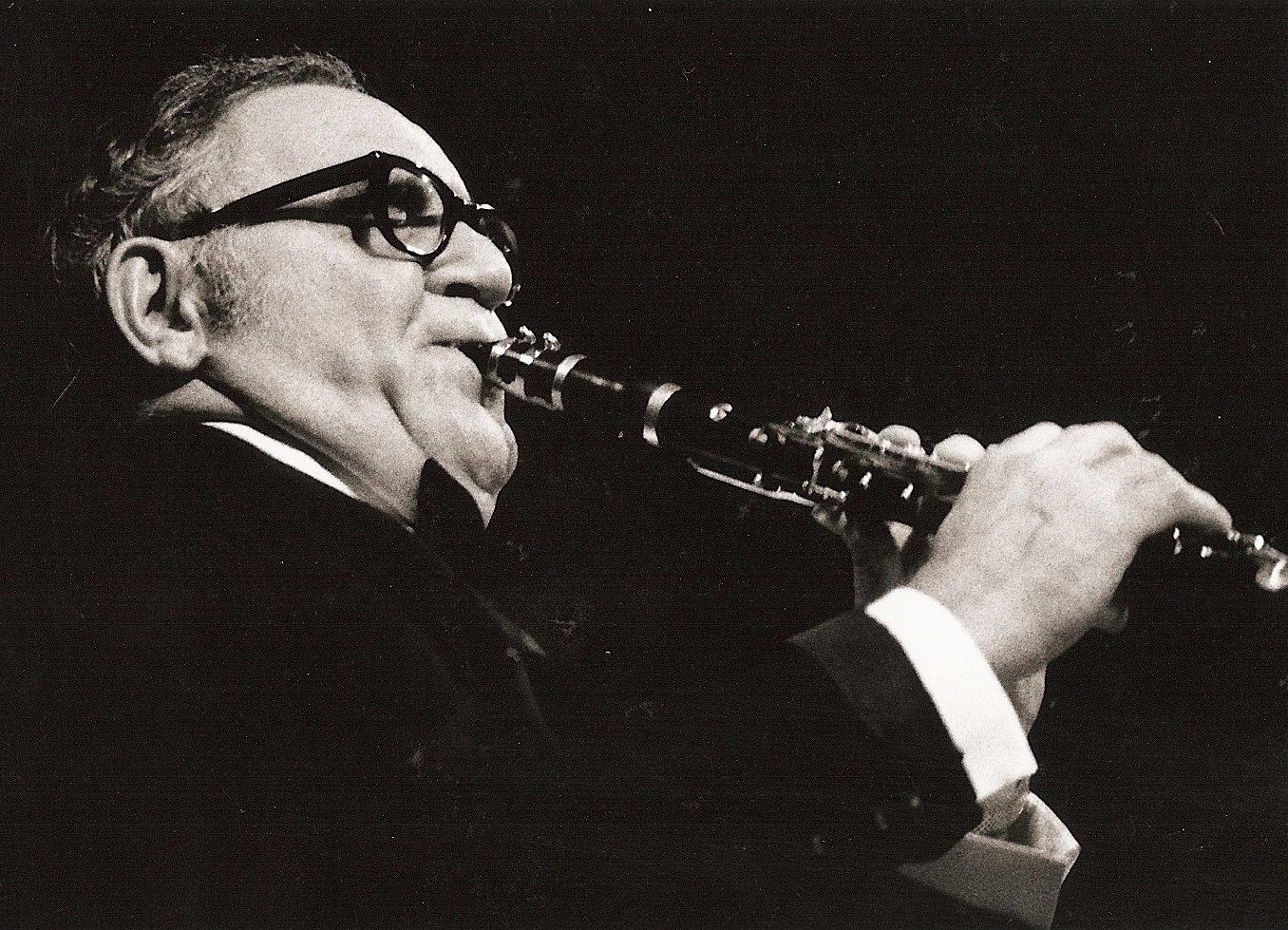
Benny Goodman.

«On the Sunny Side of the Street» («En la parte soleada de la calle») es una canción de 1930, con letra de Dorothy Fields y música de Jimmy McHugh (1894-1969).
Fue interpretada por cantantes como Frankie Laine, Dinah Washington, Ella Fitzgerald, Judy Garland, Nat King Cole, Jo Stafford, y Frank Sinatra, y, como un estándar del jazz, por Ted Lewis, Dave Brubeck, Earl Hines, Louis Armstrong, Benny Goodman, Sidney Bechet, Lionel Hampton, Dizzy Gillespie, Art Tatum y Count Basie.

## Otras versiones
- Willie Nelson
- Gene Kelly
- Scatman John
- Barry Manilow
- Cyndi Lauper
- Zooey Deschanel
- The Manhattan Transfer
- Rod Stewart
- McFly